# Obelisco Blanco
El Obelisco Blanco es un gran monolito de piedra encontrado en el antiguo asentamiento asirio de Nínive, al norte de Irak. Excavado por el arqueólogo británico Hormuzd Rassam en 1853, es uno de los dos únicos obeliscos intactos (junto con el Obelisco Negro) que han sobrevivido de la cultura asiria. Ambos se conservan ahora en el Museo Británico. El Obelisco Blanco data del comienzo del imperio neoasirio y se le han atribuido diversos orígenes, como los reinados de Asurnasirpal I (c. 1040 a. C.), Tiglatpileser II (c. 950 a. C.) o Asurnasirpal II (c. 870 a. C.).

## Descubrimiento
El obelisco fue descubierto en Nínive por el arqueólogo británico Hormuzd Rassam en julio de 1853. Según el informe de la excavación, se encontró a unos 60 metros al noreste del palacio de Senaquerib a una profundidad de unos 5 metros por debajo de la superficie del montículo. Luego fue enviado a Londres vía Bombay en el buque HMS Akbar en marzo de 1854. Llegó a la capital británica en febrero de 1855, siendo depositado inmediatamente en la colección nacional.

## Descripción
El Obelisco Blanco es un pilar de cuatro lados muy grande, tallado en un bloque de caliza blanca con decoración grabada en relieve en todos los lados del obelisco, y con una inscripción en la parte superior. Las tallas muestran campañas y actividades recreativas (incluida una escena de caza) de un rey asirio que ha sido identificado como Asurnasirpal I, Tiglatpileser II o Asurnasirpal II. Según Julian Reade, el estilo de la vestimenta sugiere que esta impresionante estela se creó bajo el reinado de Ashurnasirpal I, ya que muchos cortesanos usan un sombrero tipo fez, que solo se conoce por el trabajo escultórico realizado en el siglo XIII a. C. Si este es el caso, el Obelisco Blanco es una de las primeras representaciones conocidas de escultura asiria.

## Inscripción y relieves

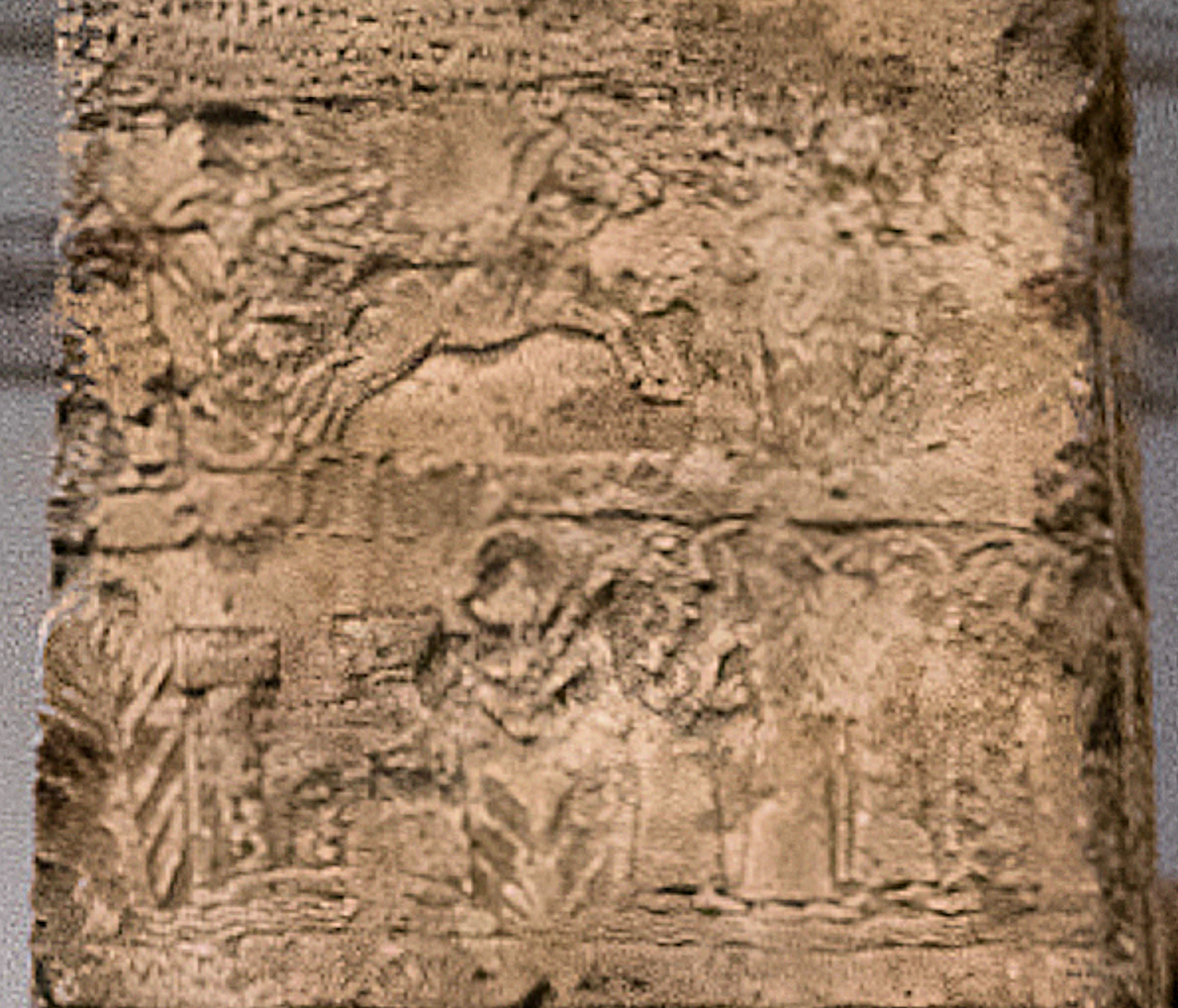
Detalle con la escena de un combate

La parte conservada de la inscripción en la parte superior del obelisco describe al rey asirio como un gran conquistador, llevando botín, prisioneros y rebaños de animales a la ciudad de Aššur. En cada uno de los cuatro lados del obelisco se muestran ocho filas de paneles con representaciones en bajorrelieve. En ellos se encuentran grabadas diversas escenas que incluyen las expediciones militares del rey, el monarca recibiendo tributo, grandes banquetes de cortesanos y la caza de animales salvajes. Un conjunto de escenas religiosas va acompañado de una inscripción, que explica que la escena muestra al rey vertiendo un libación frente a la diosa Inanna, que era la deidad principal de Nínive.